# Erica penicilliformis
Erica penicilliformis är en ljungväxtart som beskrevs av Richard Anthony Salisbury. Erica penicilliformis ingår i släktet klockljungssläktet, och familjen ljungväxter. Utöver nominatformen finns också underarten E. p. chrysantha.